# Gianluca Marzullo
Gianluca Marzullo (* 4. Januar 1991 in Cosenza) ist ein deutsch-italienischer Fußballspieler und -trainer.

## Werdegang
Marzullo begann seine Karriere im Alter von fünf Jahren bei Blau-Weiß 98 Gütersloh. Im Jahre 1999 wechselte er zum FC Gütersloh, aus dem ein Jahr später der FC Gütersloh 2000 wurde. Nach sechs Jahren beim FCG wechselte er zu Arminia Bielefeld, wo er in der U-17 und A-Junioren-Bundesliga eingesetzt wurde. In der Saison 2010/11 rückte Marzullo in den Kader der zweiten Mannschaft der Arminia auf und erzielte in 32 Regionalligaspielen neun Tore. Am 3. Dezember 2011 gab er sein Debüt in der ersten Mannschaft beim Drittligaspiel der Arminia bei der zweiten Mannschaft von Werder Bremen, als er für Eric Agyemang eingewechselt wurde. Es blieb sein einziger Einsatz in Arminias erster Mannschaft.
Zur Saison 2012/13 wechselt Marzullo in die zweite Mannschaft von Bayer 04 Leverkusen, wo er in 18 Spielen ohne Torerfolg blieb. Ein Jahr später wechselte er zum FC Gütersloh 2000 in die Oberliga Westfalen zurück und war in der Hinrunde der erfolgreichste Stürmer seiner Mannschaft. Im Januar 2014 wechselte Marzullo zum Regionalligisten 1. FC Lokomotive Leipzig, mit dem er jedoch in die Oberliga abstieg. Ab Sommer 2015 stand er für anderthalb Jahre beim Regionalligisten Rot Weiss Ahlen unter Vertrag. In der Winterpause 2016/17 verließ er den Verein und wechselte zum Ligakonkurrenten SC Verl. Sein Vertrag dort endete im Sommer 2018 und wurde nicht verlängert.
Marzullo wechselte daraufhin zum Oberligisten Westfalia Herne. Zur Saison 2019/20 kehrte er in die Regionalliga zurück und unterzeichnete einen Vertrag beim Wuppertaler SV. Im Wintertransferfenster 2020/2021 wechselte er erneut zu Rot Weiss Ahlen und erhielt dort einen Vertrag bis Saisonende. In Ahlen blieb er jedoch bis zum Sommer 2023, als er zum Oberligisten Sportfreunde Lotte wechselte.
Nach der Saison 2023/24, die Lotte als Meister und Aufsteiger in die Regionalliga West abschloss, beendete Marzullo seine Profikarriere. Er wurde Athletiktrainer der ersten Mannschaft des Vereins und spielt zugleich als Amateur beim Bezirksligisten SG Oestinghausen in Lippetal.